# HD 21661
HD 21661，又名BD+48 942，SAO 38912、HR 1059，是一颗恒星，视星等为6.39，位于銀經147.84，銀緯-5.56，其B1900.0坐标为赤經3h 24m 39.4s，赤緯+49° -5.56′ 32″。